# Gertrud Kornfeld
Gertrud Kornfeld (* 25. Juli 1891 in Prag, Österreich-Ungarn; † 4. Juli 1955 in Rochester, USA) war eine deutsche Chemikerin. Sie habilitierte sich als erste und einzige Frau in der Weimarer Republik im Fach Chemie. Ihre Hauptarbeitsgebiete waren Photochemie und Reaktionskinetik.

## Leben
Nach dem Studium der Chemie wurde sie 1915 an der Karl-Ferdinands-Universität in Prag promoviert. Sie war zunächst als Demonstrantin, ab 1914 als Assistentin am Chemischen Institut beschäftigt. Nach den politischen Umbrüchen und der Gründung der Tschechoslowakei verließ sie 1919 Prag und erhielt an der Technischen Hochschule Hannover eine Stelle als Volontärassistentin bei Max Bodenstein. Mit ihm wechselte sie 1925 an das Physikalisch-Chemische Institut der Berliner Universität. 1928 habilitierte sie sich im Fach Chemie als erste und einzige Frau an einer Universität in der Weimarer Republik. 1929 erfand sie ein Membranmanometer zur Messung kleiner Drucke, veröffentlichte zahlreiche Beiträge über Photochemie in Fachzeitschriften und trug richtungsweisend zu deren Entwicklung bei. Zu ihren Forschungsgebieten gehörte die Kinetik von gasartigen Reaktionen und die Theorie der Fotografie.
1933 wurde ihr aufgrund der antisemitischen NS-Gesetzgebung die Lehrbefugnis entzogen, und noch im gleichen Jahr emigrierte sie zunächst nach England. Dort erhielt sie zwar ein Stipendium an der Universität Nottingham, blieb jedoch auf der Suche nach einer festen Anstellung erfolglos. So arbeitete sie bis 1936 mit einem weiteren Stipendium in Wien, von wo sie 1937 mit einem Besuchsvisum in die USA ausreiste. Eine universitäre Karriere gelang ihr hier nicht, sie fand zumindest eine Anstellung in einem Forschungslabor der Firma Eastman Kodak Co. in Rochester.
In einem neuen Gewerbepark (Clean-Tech-Business-Park) im Berliner Ortsteil Marzahn wurde im Jahr 2015 eine Straße nach ihr benannt. Auch in einem Gewerbegebiet der Stadt Rosbach vor der Höhe findet sich eine Gertrud-Kornfeld-Straße.